# Claudetit
Claudetit là một khoáng vật oxide của asen với công thức hóa học As2O3. Claudetit được hình thành như một sản phẩm oxy hóa của các asen sulfide và nó hoặc là không màu hoặc có màu trắng. Nó cũng có thể gắn liền với arsenolit (dạng lập phương của As2O3) cũng như hùng hoàng (As4S4), thư hoàng (As2S3) hay lưu huỳnh tự nhiên.
Nó được mô tả lần đầu tiên năm 1868 cho biểu hiện khoáng vật trong mỏ San Domingo, Algarve, Bồ Đào Nha. Nó được đặt tên theo nhà hóa học người Pháp Frederick Claudet.